# Запорізькі Моржі
«Запорізькі Моржі» — хокейний клуб з міста Запоріжжя.

## Історія
Клуб засновано під назвою «Запорізькі Моржі» (Запоріжжя). У сезоні 2007/2008 років виступав у Відкритому чемпіонаті Дніпропетровської області з хокею Починаючи з сезону 2008/2009 років грав у Вищій лізі України. У січні 2009 року через фінансові причини та проблеми з домашньою ареною президент «Запорізьких Моржів» Микола Татаринцев надіслав у Фелерацію хокею України лист про зняття клубу з чемпіонату. Однак після консультацій з ФХУ клуб вирішив продовжити виступи в турнірі, оскільки отримав інформацію про підтримку з боку місцевої влади та спонсорів. Виступав в аматорському турнірі «Кубок Федерації хокею м. Дніпропетровська» у 2009 році

## Досягнення
- Вища ліга України
  - 5-е місце (1): (сезон 2008/2009)

## Відомі тренери
- Євген Сиченко[5].